# 1332
Portal Geschichte | Portal Biografien | Aktuelle Ereignisse | Jahreskalender | Tagesartikel

◄ |
13. Jahrhundert |
14. Jahrhundert
| 15. Jahrhundert | ►

◄ |
1300er |
1310er |
1320er |
1330er
| 1340er | 1350er | 1360er | ►

◄◄ |
◄ |
1328 |
1329 |
1330 |
1331 |
1332
| 1333 | 1334 | 1335 | 1336 | ► | ►►
Staatsoberhäupter  · Nekrolog
| Januar | Januar | Januar | Januar | Januar | Januar | Januar | Januar |
| Kw     | Mo     | Di     | Mi     | Do     | Fr     | Sa     | So     |
| ------ | ------ | ------ | ------ | ------ | ------ | ------ | ------ |
| 1      |        |        | 1      | 2      | 3      | 4      | 5      |
| 2      | 6      | 7      | 8      | 9      | 10     | 11     | 12     |
| 3      | 13     | 14     | 15     | 16     | 17     | 18     | 19     |
| 4      | 20     | 21     | 22     | 23     | 24     | 25     | 26     |
| 5      | 27     | 28     | 29     | 30     | 31     |        |        |

| Februar | Februar | Februar | Februar | Februar | Februar | Februar | Februar |
| Kw      | Mo      | Di      | Mi      | Do      | Fr      | Sa      | So      |
| ------- | ------- | ------- | ------- | ------- | ------- | ------- | ------- |
| 5       |         |         |         |         |         | 1       | 2       |
| 6       | 3       | 4       | 5       | 6       | 7       | 8       | 9       |
| 7       | 10      | 11      | 12      | 13      | 14      | 15      | 16      |
| 8       | 17      | 18      | 19      | 20      | 21      | 22      | 23      |
| 9       | 24      | 25      | 26      | 27      | 28      | 29      |         |

| März | März | März | März | März | März | März | März |
| Kw   | Mo   | Di   | Mi   | Do   | Fr   | Sa   | So   |
| ---- | ---- | ---- | ---- | ---- | ---- | ---- | ---- |
| 9    |      |      |      |      |      |      | 1    |
| 10   | 2    | 3    | 4    | 5    | 6    | 7    | 8    |
| 11   | 9    | 10   | 11   | 12   | 13   | 14   | 15   |
| 12   | 16   | 17   | 18   | 19   | 20   | 21   | 22   |
| 13   | 23   | 24   | 25   | 26   | 27   | 28   | 29   |
| 14   | 30   | 31   |      |      |      |      |      |

| April | April | April | April | April | April | April | April |
| Kw    | Mo    | Di    | Mi    | Do    | Fr    | Sa    | So    |
| ----- | ----- | ----- | ----- | ----- | ----- | ----- | ----- |
| 14    |       |       | 1     | 2     | 3     | 4     | 5     |
| 15    | 6     | 7     | 8     | 9     | 10    | 11    | 12    |
| 16    | 13    | 14    | 15    | 16    | 17    | 18    | 19    |
| 17    | 20    | 21    | 22    | 23    | 24    | 25    | 26    |
| 18    | 27    | 28    | 29    | 30    |       |       |       |

| Mai | Mai | Mai | Mai | Mai | Mai | Mai | Mai |
| Kw  | Mo  | Di  | Mi  | Do  | Fr  | Sa  | So  |
| --- | --- | --- | --- | --- | --- | --- | --- |
| 18  |     |     |     |     | 1   | 2   | 3   |
| 19  | 4   | 5   | 6   | 7   | 8   | 9   | 10  |
| 20  | 11  | 12  | 13  | 14  | 15  | 16  | 17  |
| 21  | 18  | 19  | 20  | 21  | 22  | 23  | 24  |
| 22  | 25  | 26  | 27  | 28  | 29  | 30  | 31  |

| Juni | Juni | Juni | Juni | Juni | Juni | Juni | Juni |
| Kw   | Mo   | Di   | Mi   | Do   | Fr   | Sa   | So   |
| ---- | ---- | ---- | ---- | ---- | ---- | ---- | ---- |
| 23   | 1    | 2    | 3    | 4    | 5    | 6    | 7    |
| 24   | 8    | 9    | 10   | 11   | 12   | 13   | 14   |
| 25   | 15   | 16   | 17   | 18   | 19   | 20   | 21   |
| 26   | 22   | 23   | 24   | 25   | 26   | 27   | 28   |
| 27   | 29   | 30   |      |      |      |      |      |

| Juli | Juli | Juli | Juli | Juli | Juli | Juli | Juli |
| Kw   | Mo   | Di   | Mi   | Do   | Fr   | Sa   | So   |
| ---- | ---- | ---- | ---- | ---- | ---- | ---- | ---- |
| 27   |      |      | 1    | 2    | 3    | 4    | 5    |
| 28   | 6    | 7    | 8    | 9    | 10   | 11   | 12   |
| 29   | 13   | 14   | 15   | 16   | 17   | 18   | 19   |
| 30   | 20   | 21   | 22   | 23   | 24   | 25   | 26   |
| 31   | 27   | 28   | 29   | 30   | 31   |      |      |

| August | August | August | August | August | August | August | August |
| Kw     | Mo     | Di     | Mi     | Do     | Fr     | Sa     | So     |
| ------ | ------ | ------ | ------ | ------ | ------ | ------ | ------ |
| 31     |        |        |        |        |        | 1      | 2      |
| 32     | 3      | 4      | 5      | 6      | 7      | 8      | 9      |
| 33     | 10     | 11     | 12     | 13     | 14     | 15     | 16     |
| 34     | 17     | 18     | 19     | 20     | 21     | 22     | 23     |
| 35     | 24     | 25     | 26     | 27     | 28     | 29     | 30     |
| 36     | 31     |        |        |        |        |        |        |

| September | September | September | September | September | September | September | September |
| Kw        | Mo        | Di        | Mi        | Do        | Fr        | Sa        | So        |
| --------- | --------- | --------- | --------- | --------- | --------- | --------- | --------- |
| 36        |           | 1         | 2         | 3         | 4         | 5         | 6         |
| 37        | 7         | 8         | 9         | 10        | 11        | 12        | 13        |
| 38        | 14        | 15        | 16        | 17        | 18        | 19        | 20        |
| 39        | 21        | 22        | 23        | 24        | 25        | 26        | 27        |
| 40        | 28        | 29        | 30        |           |           |           |           |

| Oktober | Oktober | Oktober | Oktober | Oktober | Oktober | Oktober | Oktober |
| Kw      | Mo      | Di      | Mi      | Do      | Fr      | Sa      | So      |
| ------- | ------- | ------- | ------- | ------- | ------- | ------- | ------- |
| 40      |         |         |         | 1       | 2       | 3       | 4       |
| 41      | 5       | 6       | 7       | 8       | 9       | 10      | 11      |
| 42      | 12      | 13      | 14      | 15      | 16      | 17      | 18      |
| 43      | 19      | 20      | 21      | 22      | 23      | 24      | 25      |
| 44      | 26      | 27      | 28      | 29      | 30      | 31      |         |

| November | November | November | November | November | November | November | November |
| Kw       | Mo       | Di       | Mi       | Do       | Fr       | Sa       | So       |
| -------- | -------- | -------- | -------- | -------- | -------- | -------- | -------- |
| 44       |          |          |          |          |          |          | 1        |
| 45       | 2        | 3        | 4        | 5        | 6        | 7        | 8        |
| 46       | 9        | 10       | 11       | 12       | 13       | 14       | 15       |
| 47       | 16       | 17       | 18       | 19       | 20       | 21       | 22       |
| 48       | 23       | 24       | 25       | 26       | 27       | 28       | 29       |
| 49       | 30       |          |          |          |          |          |          |

| Dezember | Dezember | Dezember | Dezember | Dezember | Dezember | Dezember | Dezember |
| Kw       | Mo       | Di       | Mi       | Do       | Fr       | Sa       | So       |
| -------- | -------- | -------- | -------- | -------- | -------- | -------- | -------- |
| 49       |          | 1        | 2        | 3        | 4        | 5        | 6        |
| 50       | 7        | 8        | 9        | 10       | 11       | 12       | 13       |
| 51       | 14       | 15       | 16       | 17       | 18       | 19       | 20       |
| 52       | 21       | 22       | 23       | 24       | 25       | 26       | 27       |
| 53       | 28       | 29       | 30       | 31       |          |          |          |

| Januar | Januar | Januar | Januar | Januar | Januar | Januar | Januar |
| Kw     | Mo     | Di     | Mi     | Do     | Fr     | Sa     | So     |
| ------ | ------ | ------ | ------ | ------ | ------ | ------ | ------ |
| 1      |        |        | 1      | 2      | 3      | 4      | 5      |
| 2      | 6      | 7      | 8      | 9      | 10     | 11     | 12     |
| 3      | 13     | 14     | 15     | 16     | 17     | 18     | 19     |
| 4      | 20     | 21     | 22     | 23     | 24     | 25     | 26     |
| 5      | 27     | 28     | 29     | 30     | 31     |        |        |

| Februar | Februar | Februar | Februar | Februar | Februar | Februar | Februar |
| Kw      | Mo      | Di      | Mi      | Do      | Fr      | Sa      | So      |
| ------- | ------- | ------- | ------- | ------- | ------- | ------- | ------- |
| 5       |         |         |         |         |         | 1       | 2       |
| 6       | 3       | 4       | 5       | 6       | 7       | 8       | 9       |
| 7       | 10      | 11      | 12      | 13      | 14      | 15      | 16      |
| 8       | 17      | 18      | 19      | 20      | 21      | 22      | 23      |
| 9       | 24      | 25      | 26      | 27      | 28      | 29      |         |

| März | März | März | März | März | März | März | März |
| Kw   | Mo   | Di   | Mi   | Do   | Fr   | Sa   | So   |
| ---- | ---- | ---- | ---- | ---- | ---- | ---- | ---- |
| 9    |      |      |      |      |      |      | 1    |
| 10   | 2    | 3    | 4    | 5    | 6    | 7    | 8    |
| 11   | 9    | 10   | 11   | 12   | 13   | 14   | 15   |
| 12   | 16   | 17   | 18   | 19   | 20   | 21   | 22   |
| 13   | 23   | 24   | 25   | 26   | 27   | 28   | 29   |
| 14   | 30   | 31   |      |      |      |      |      |

| April | April | April | April | April | April | April | April |
| Kw    | Mo    | Di    | Mi    | Do    | Fr    | Sa    | So    |
| ----- | ----- | ----- | ----- | ----- | ----- | ----- | ----- |
| 14    |       |       | 1     | 2     | 3     | 4     | 5     |
| 15    | 6     | 7     | 8     | 9     | 10    | 11    | 12    |
| 16    | 13    | 14    | 15    | 16    | 17    | 18    | 19    |
| 17    | 20    | 21    | 22    | 23    | 24    | 25    | 26    |
| 18    | 27    | 28    | 29    | 30    |       |       |       |

| Mai | Mai | Mai | Mai | Mai | Mai | Mai | Mai |
| Kw  | Mo  | Di  | Mi  | Do  | Fr  | Sa  | So  |
| --- | --- | --- | --- | --- | --- | --- | --- |
| 18  |     |     |     |     | 1   | 2   | 3   |
| 19  | 4   | 5   | 6   | 7   | 8   | 9   | 10  |
| 20  | 11  | 12  | 13  | 14  | 15  | 16  | 17  |
| 21  | 18  | 19  | 20  | 21  | 22  | 23  | 24  |
| 22  | 25  | 26  | 27  | 28  | 29  | 30  | 31  |

| Juni | Juni | Juni | Juni | Juni | Juni | Juni | Juni |
| Kw   | Mo   | Di   | Mi   | Do   | Fr   | Sa   | So   |
| ---- | ---- | ---- | ---- | ---- | ---- | ---- | ---- |
| 23   | 1    | 2    | 3    | 4    | 5    | 6    | 7    |
| 24   | 8    | 9    | 10   | 11   | 12   | 13   | 14   |
| 25   | 15   | 16   | 17   | 18   | 19   | 20   | 21   |
| 26   | 22   | 23   | 24   | 25   | 26   | 27   | 28   |
| 27   | 29   | 30   |      |      |      |      |      |

| Juli | Juli | Juli | Juli | Juli | Juli | Juli | Juli |
| Kw   | Mo   | Di   | Mi   | Do   | Fr   | Sa   | So   |
| ---- | ---- | ---- | ---- | ---- | ---- | ---- | ---- |
| 27   |      |      | 1    | 2    | 3    | 4    | 5    |
| 28   | 6    | 7    | 8    | 9    | 10   | 11   | 12   |
| 29   | 13   | 14   | 15   | 16   | 17   | 18   | 19   |
| 30   | 20   | 21   | 22   | 23   | 24   | 25   | 26   |
| 31   | 27   | 28   | 29   | 30   | 31   |      |      |

| August | August | August | August | August | August | August | August |
| Kw     | Mo     | Di     | Mi     | Do     | Fr     | Sa     | So     |
| ------ | ------ | ------ | ------ | ------ | ------ | ------ | ------ |
| 31     |        |        |        |        |        | 1      | 2      |
| 32     | 3      | 4      | 5      | 6      | 7      | 8      | 9      |
| 33     | 10     | 11     | 12     | 13     | 14     | 15     | 16     |
| 34     | 17     | 18     | 19     | 20     | 21     | 22     | 23     |
| 35     | 24     | 25     | 26     | 27     | 28     | 29     | 30     |
| 36     | 31     |        |        |        |        |        |        |

| September | September | September | September | September | September | September | September |
| Kw        | Mo        | Di        | Mi        | Do        | Fr        | Sa        | So        |
| --------- | --------- | --------- | --------- | --------- | --------- | --------- | --------- |
| 36        |           | 1         | 2         | 3         | 4         | 5         | 6         |
| 37        | 7         | 8         | 9         | 10        | 11        | 12        | 13        |
| 38        | 14        | 15        | 16        | 17        | 18        | 19        | 20        |
| 39        | 21        | 22        | 23        | 24        | 25        | 26        | 27        |
| 40        | 28        | 29        | 30        |           |           |           |           |

| Oktober | Oktober | Oktober | Oktober | Oktober | Oktober | Oktober | Oktober |
| Kw      | Mo      | Di      | Mi      | Do      | Fr      | Sa      | So      |
| ------- | ------- | ------- | ------- | ------- | ------- | ------- | ------- |
| 40      |         |         |         | 1       | 2       | 3       | 4       |
| 41      | 5       | 6       | 7       | 8       | 9       | 10      | 11      |
| 42      | 12      | 13      | 14      | 15      | 16      | 17      | 18      |
| 43      | 19      | 20      | 21      | 22      | 23      | 24      | 25      |
| 44      | 26      | 27      | 28      | 29      | 30      | 31      |         |

| November | November | November | November | November | November | November | November |
| Kw       | Mo       | Di       | Mi       | Do       | Fr       | Sa       | So       |
| -------- | -------- | -------- | -------- | -------- | -------- | -------- | -------- |
| 44       |          |          |          |          |          |          | 1        |
| 45       | 2        | 3        | 4        | 5        | 6        | 7        | 8        |
| 46       | 9        | 10       | 11       | 12       | 13       | 14       | 15       |
| 47       | 16       | 17       | 18       | 19       | 20       | 21       | 22       |
| 48       | 23       | 24       | 25       | 26       | 27       | 28       | 29       |
| 49       | 30       |          |          |          |          |          |          |

| Dezember | Dezember | Dezember | Dezember | Dezember | Dezember | Dezember | Dezember |
| Kw       | Mo       | Di       | Mi       | Do       | Fr       | Sa       | So       |
| -------- | -------- | -------- | -------- | -------- | -------- | -------- | -------- |
| 49       |          | 1        | 2        | 3        | 4        | 5        | 6        |
| 50       | 7        | 8        | 9        | 10       | 11       | 12       | 13       |
| 51       | 14       | 15       | 16       | 17       | 18       | 19       | 20       |
| 52       | 21       | 22       | 23       | 24       | 25       | 26       | 27       |
| 53       | 28       | 29       | 30       | 31       |          |          |          |

## Ereignisse

### Politik und Weltgeschehen

#### Heiliges Römisches Reich
- 27. Januar: Walram von Jülich wird Erzbischof und Kurfürst von Köln als Nachfolger des am 5. Januar verstorbenen Heinrich II. von Virneburg.
- 20. Mai: Im Zuge der gewaltsamen Auseinandersetzungen zwischen den Familien Müllenheim und Zorn in der Freien und Reichsstadt Straßburg wird der Stadtadel entmachtet und die Zünfte erlangen einen Sitz im Rat der Stadt.
- 1. August: Erste Schlacht am Kremmer Damm
- 23. August: Ludwig der Bayer schließt ein Bündnis mit Johann von Böhmen.
- Weihnachten: Im Kampf zwischen dem vom Domkapitel unterstützten Heinrich III. von Braunschweig-Lüneburg und Erich von Holstein-Schaumburg, dem Kandidaten von Papst Johannes XXII. um das Bistum und Hochstift Hildesheim, wird die in der Nähe der Stadt Hildesheim gelegene Dammstadt, eine Siedlung flandrischer Kaufleute, die sich auf die Seite Heinrichs gestellt hat, von Erichs Truppen erobert und völlig niedergebrannt. Der Großteil der Bevölkerung wird getötet, nur wenige können entkommen und finden auf dem Moritzberg Schutz.
- Entstehung und Wachstum der Alten Eidgenossenschaft: Der habsburgische Ort Luzern tritt der Schweizerischen Eidgenossenschaft bei, behält sich seine Verpflichtungen gegenüber dem Haus Habsburg jedoch ausdrücklich vor.

#### Skandinavien
- 2. August: Nach dem Tod von Christoph II. kommt es zu einem Interregnum in Dänemark bis 1340. Christophs Gegenspieler Gerhard III., Herzog von Schleswig und Holstein, übernimmt die Macht in Jütland und Fünen, während das restliche Gebiet Christophs Halbbruder Johann dem Milden zufällt.
- 18. Dezember: Mit Hilfe der Großbauern gelingt es König Magnus II. von Schweden, erste Maßnahmen gegen die Vorherrschaft der Aristokratie in seinem Land zu setzen: Er erlässt ein Gesetz, nach dem es verboten wird, Setesvein, zum Treueschwur verpflichtete Bedienstete, ohne Erlaubnis des Königs zu halten, bis jetzt ein Privileg des Adels.

#### Osteuropa und Kleinasien
- 18. Juli: Die Schlacht von Rusokastro in der Nähe von Burgas zwischen dem Byzantinischen Reich unter Kaiser Andronikos III. und dem Bulgarischen Reich unter Zar Iwan Alexander endet mit einem klaren bulgarischen Sieg. Es ist die letzte größere Schlacht der Byzantinisch-bulgarischen Kriege vor dem Untergang des Byzantinischen und dem Niedergang des Zweiten Bulgarischen Reichs.
- Nach dem Tod von Andronikos III. folgt ihm sein achtjähriger Sohn Manuel II. als Kaiser und Großkomnene von Trapezunt. Seine Herrschaft findet unter der Bevölkerung jedoch nur wenig Rückhalt, da diese die Verbrechen seines Vaters, der zwei seiner drei Brüder hat töten lassen, noch in guter Erinnerung hat. Die mit Manuels Herrschaft unzufriedenen Kreise rufen Basileios, den einzigen noch lebenden Bruder des Andronikos, welcher sich 1330 seiner Ermordung durch die Flucht ins Exil nach Konstantinopel entzogen hat, nach Trapezunt zurück. Als er nur acht Monate nach dem Regierungsantritt Manuels in Trapezunt eintrifft, wird dieser abgesetzt und Basileios zu seinem Nachfolger ausgerufen. Manuel wird ins Kloster eingewiesen, wo er bereits im folgenden Jahr stirbt.

#### Schottland/England
- 10./11. August: Die Schlacht von Dupplin Moor in Schottland zwischen den so genannten „Enterbten“, einer von Edward Balliol geführten Gruppe von exilierten Engländern und Schotten, und Anhängern des schottischen Königs David II., Sohn von Robert the Bruce ist die erste Schlacht des Zweiten Schottischen Unabhängigkeitskrieges. Sie endet mit einem Sieg der „Enterbten“.

#### Asien
- In Japan geht der Genkō-Krieg in seine entscheidende Phase.

#### Stadtrechte und urkundliche Ersterwähnungen
- Die Siedlung Łodzia, heute als Łódź die drittgrößte Stadt Polens, wird das erste Mal erwähnt.
- Ludwig der Bayer verleiht Birkenfeld die Stadtrechte.
- Erste urkundliche Erwähnung von Villarepos.

### Wissenschaft und Technik
- Gründung der Universität Cahors durch Papst Johannes XXII. (siehe Liste der ältesten Universitäten)

## Geboren

### Geburtsdatum gesichert
- 18. März: Muhammad VI., Emir von Granada († 1362)
- 27. Mai: Ibn Chaldūn, islamischer Historiker und Politiker († 1406)
- 8. Juni: Cangrande II. della Scala, Herr von Verona († 1359)
- 16. Juni: Isabella de Coucy, englische Prinzessin († 1379)
- 18. Juni: Johannes V., byzantinischer Kaiser († 1391)
- 22. Juni: Bonaventura Badoardo de Peraga, Kardinal der Römischen Kirche († 1389)
- 6. Juli: Elizabeth de Burgh, anglo-irische Adelige († 1363)
- 14. Dezember: Friedrich der Strenge, Markgraf von Meißen und Landgraf von Thüringen († 1381)
- 26. Dezember: Stephan, Prinz von Ungarn-Kroatien und Statthalter von Transsylvanien, Slawonien, Dalmatien und Kroatien († 1354)

### Genaues Geburtsdatum unbekannt
- Oktober: Karl II., König von Navarra († 1387)
- Lachen Sönam Lodrö, Person des tibetischen Buddhismus († 1362)
- Al-Muzaffar Haddschi I., Sultan der Mamluken († 1347)
- Xu Da, chinesischer General († 1385)

### Geboren um 1332
- Thomas Percy, Bischof von Norwich († 1369)

## Gestorben

### Todesdatum gesichert
- 5. Januar: Heinrich II. von Virneburg, Erzbischof von Köln (* 1244 oder 1246)
- 13. Februar: Andronikos II. Palaiologos, Kaiser des Byzantinischen Reichs (* 1259/1260)
- 13. März: Theodoros Metochites, byzantinischer Diplomat, hoher Regierungsbeamter, Theologe, Philosoph, Historiker, Astronom, Dichter und Kunstmäzen (* 1270)
- 16. April: Kyōgoku Tamekane, japanischer Dichter und Politiker (* 1254)
- 13. Mai: Jesaias von Konstantinopel, Patriarch von Konstantinopel
- 19. Mai: Friedrich IV., Burggraf von Nürnberg (* 1287)
- 20. Juli: Thomas Randolph, 1. Earl of Moray, schottischer Adeliger und Guardian of Scotland
- 2. August: Christoph II., König von Dänemark (* 1276)
- 6. August: Wilhelm XII., Graf von Auvergne
- 11. August: Domhnall II., schottische Adeliger und Guardian of Scotland (* 1293)
- 11. August: Thomas Randolph, 2. Earl of Moray, schottischer Adeliger
- 2. September: Toqa Timur, Kaiser der mongolischen Yuan-Dynastie in China (* 1304)
- 25. Oktober: Hartung Münch, Bischof von Basel (* um 1265)
- 14. Dezember: Irinchibal, Kaiser der mongolischen Yuan-Dynastie in China (* 1326)
- 18. Dezember: Gerlach von Erbach, Bischof von Worms
- 21. Dezember: Dietrich Wolfhauer, Bischof von Lavant

### Genaues Todesdatum unbekannt
- vor dem 4. Mai: John Ross, englischer Geistlicher
- nach September: Agnes von Meißen, deutsche Adelige
- vor November: Dietrich Luf III., Graf von Hülchrath
- Andronikos III. Komnenos, Kaiser und Großkomnene von Trapezunt (* um 1310)
- Thomas de Furnivall, englischer Adeliger
- Gaddo Gaddi, florentinischer Maler (* 1260)
- Burkhard Werner von Ramstein, Bürgermeister von Basel

### Gestorben um 1332
- 1332 oder 1337: Mansa Musa, Herrscher des Mali-Reichs